# Scuola di Mileto

L'Asia minore nel VI sec. a.C.

Con il termine "scuola di Mileto" (o anche scuola ionica) si indica un gruppo di filosofi presocratici, attivi tra il VII e il VI secolo a.C. a Mileto, colonia greca nel territorio della Ionia (sulla costa mediterranea della Asia minore). Non si trattava di una scuola nel vero senso della parola, ma più una corrente filosofica.
I filosofi milesi ricordati dalla tradizione sono in primo luogo Talete, Anassimandro e Anassimene. In seguito anche Eraclito, il quale però sviluppò una sua filosofia in completo contrasto con quella milese.
Con i tre filosofi milesi vengono poste le basi per un nuovo modo di riflettere sulle origini del cosmo, diverso rispetto alle cosmogonie mitiche del Vicino Oriente, della Fenicia e dell'Antico Egitto o dei poemi di Omero e Esiodo. A Talete la tradizione attribuisce il ruolo di padre della filosofia nonché padre della scuola ionica di Mileto. È possibile attribuire il sorgere di queste nuove forme di riflessione teorica sulle cause materiali del divenire alla speciale posizione di Mileto (rilevante centro economico e commerciale tra Oriente e Occidente) e, più in generale, al consolidarsi del processo di formazione della polis arcaica.

## Filosofia
I principali elementi propri della riflessione dei filosofi milesi rappresentano una novità nella storia del pensiero occidentale: essi sono l'attenzione per gli elementi fisici, il superamento delle teogonie e delle cosmogonie in favore di principi esplicativi interni alla natura e, infine, un modello di indagine incentrata sul procedimento analogico. Oggetto delle riflessioni dei milesi è l'archè, il principio originario che presiede alla genesi e alla realtà di tutto ciò che è. Questa indagine, apparentemente astratta, nasceva in realtà dalla considerazione attenta, basata sull'osservazione diretta, degli eventi naturali, della natura nelle sue varie manifestazioni. Proprio questa riflessione speculativa sulla natura e sulla sua genesi spinse la tradizione successiva, in particolare Aristotele, a identificare questi primi pensatori come fisiologi, ovvero filosofi della natura (physis).
Non vi era però concordanza su quale elemento rappresentasse l'archè: Talete la identificava con l'acqua mentre altri pensatori l'aria o l'ápeiron, ma tutti concordavano che 'archè fosse infinito e nell'ultimo caso immutabile.
Eraclito, invece, affermava che 'archè fosse effettivamente mutabile e lo identificava con il fuoco (logos). Il suo pensiero entrerà in contrasto con quello degli ionici e sarà noto come Eracliteismo.

## Esponenti principali

### Ionici
- Talete (c. 626/623–548/545 a.C.), padre della filosofia occidentale.
- Anassimandro (c. 610–546 a.C.)
- Anassimene (c. 585–528 a.C.)
- Anassagora (c. 500–428 a.C.)
- Archelao (V secolo a.C.), maestro di Socrate.

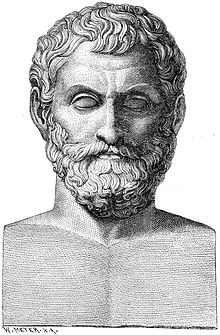
Talete
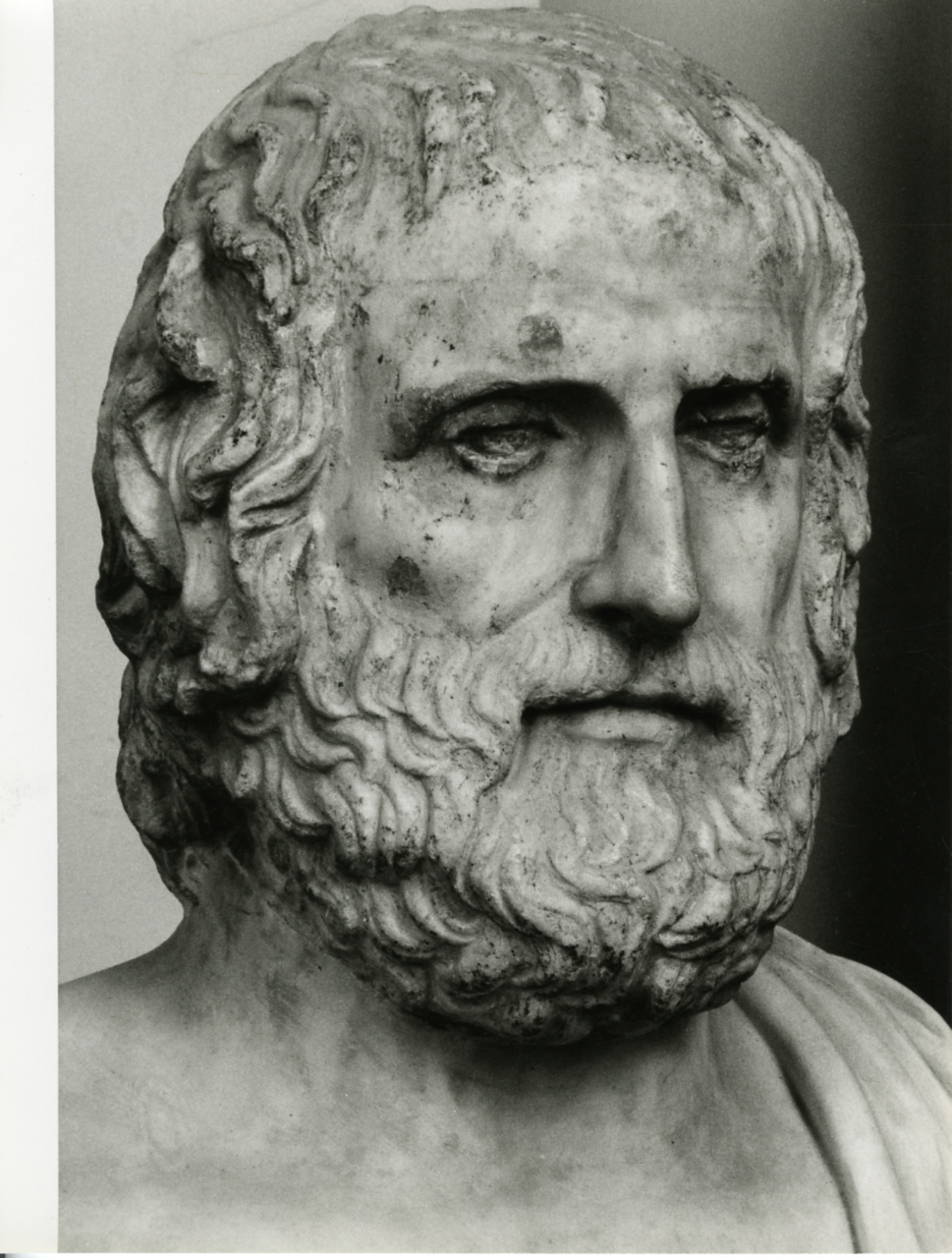
Anassimandro
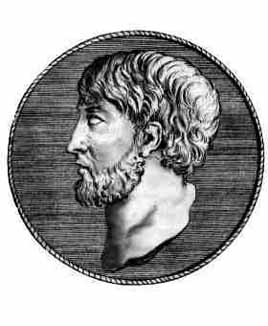
Anassimene
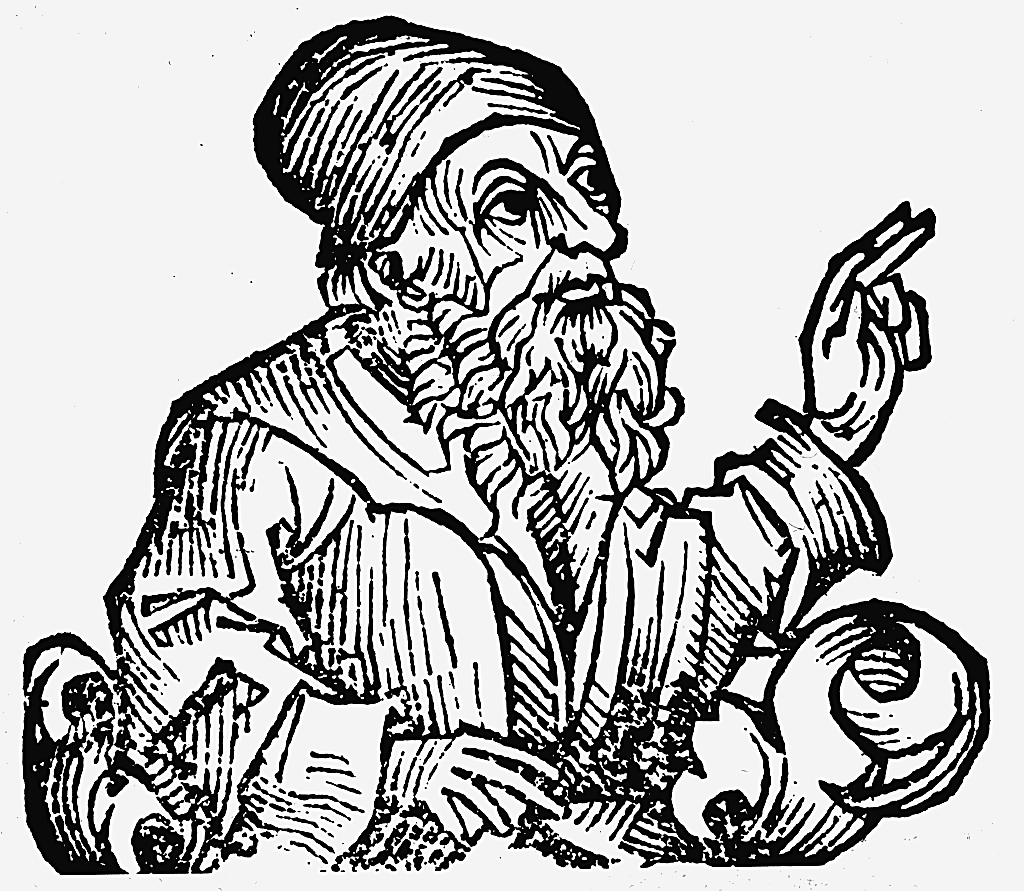
Anassagora
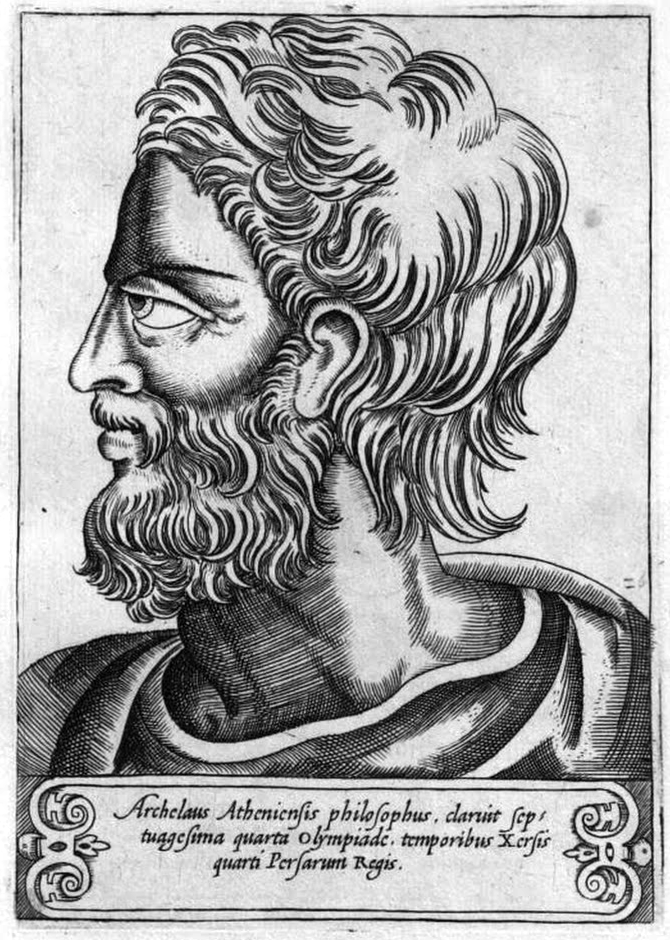
Archelao

### Eraclitei
- Eraclito (c. 500 a.C.)
- Cratilo (tardo-medio V secolo a.C.)

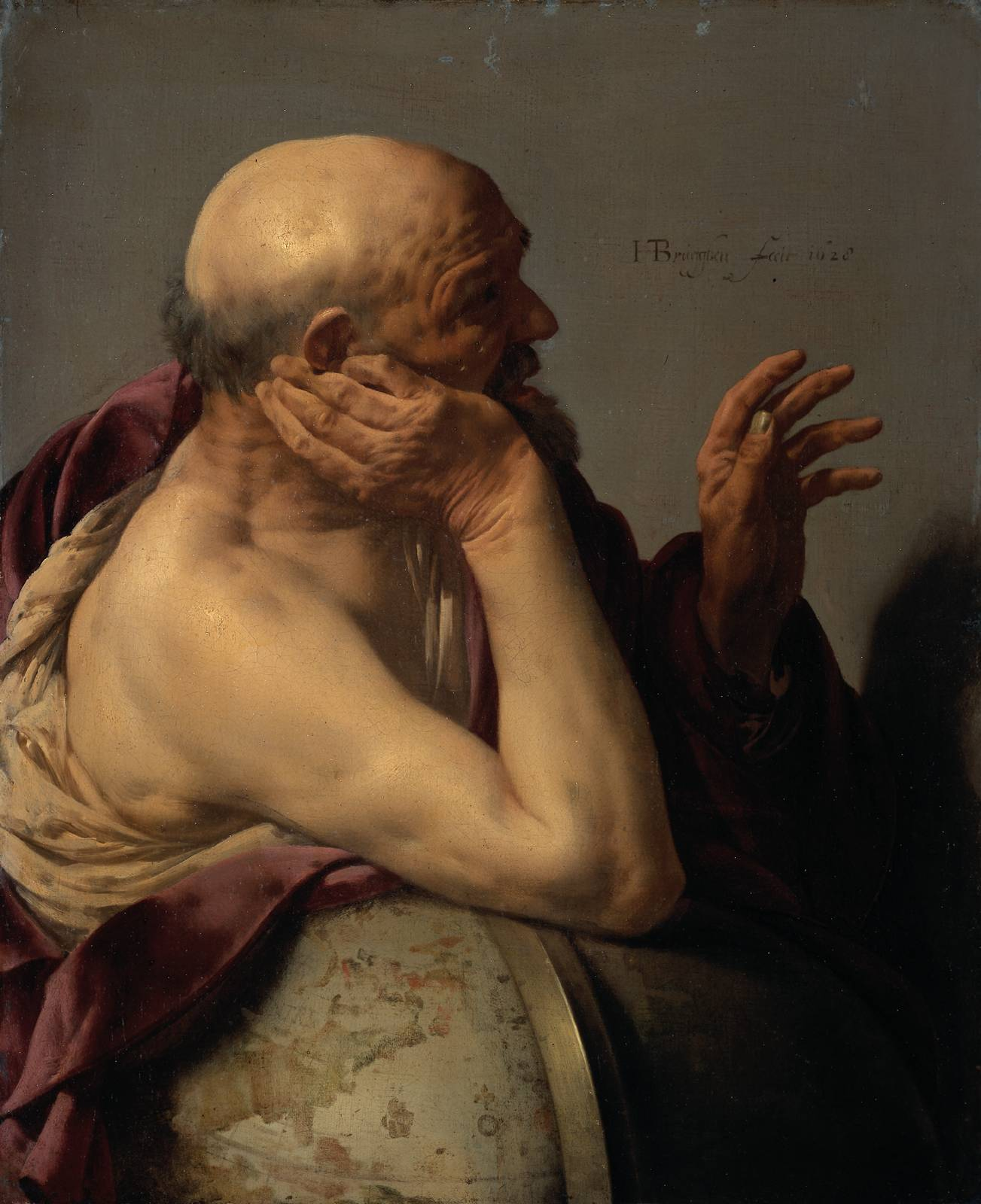
Eraclito